# Mark Ravenhill
Mark Ravenhill (7 de juny de 1966) és un dramaturg, actor i periodista anglès. Les seves obres inclouen Shopping and Fucking (estrenada el 1996), Some Explicit Polaroids (1999) i Mother Clap's Molly House (2001). Va fer el seu debut com a actor en la seva obra Product al Festival d'Edimburg el 2005. Sovint escriu articles en la secció d'art del diari The Guardian. Les seves obres es caracteritzen per exposar sovint temes polèmics com la prostitució, l'homosexualitat, la violació o la drogoaddicció.

## Carrera
Ravenhill va créixer a West Sussex, Anglaterra, i va conrear l'interès pel teatre a una edat primerenca, realitzant obres de teatre amb el seu germà quan era un nen. Va estudiar Anglès i Art Dramàtic a la Universitat de Bristol entre 1984 i 1987. El 1997 es va convertir en el director literari de la companyia Paines Plough. El 2003, quan Nicholas Hytner es va convertir en director artístic del Reial Teatre Nacional, Ravenhill va ser inclòs en el seu equip d'assessors. A mitja dècada de 1990, Ravenhill va ser diagnosticat com a portador del VIH. El seu company sentimental va morir a causa de la malaltia.
El seu treball es va desenvolupar principalment en la dècada de 2000. Encara que en el seu treball en la dècada de 1990 – Shopping and Fucking, Handbag i Some Explicit Polaroids per exemple – tracta de caracteritzar la societat anglesa de l'època, les seves obres a partir del nou mil·lenni es van tornar més abstractes i de major complexitat. El seu monòleg Product, és una sàtira sobre les actituds que es van prendre quant al terrorisme després dels atemptats de l'11S. La seva obra The Cut, estrenada el 2006 i protagonitzada per Ian McKellen, va aconseguir gran repercussió mediàtica.
Al novembre de 2007 va anunciar a The Guardian que de moment es concentraria a escriure material per a personatges heterosexuals. El 2008 es van presentar de manera col·lectiva les 17 obres escrites per Ravenhill sota el títol Ravenhill for Breakfast, retituladas com Shoot/Get Treasure/Repeat. El 2009 va realitzar una lectura pública anomenada A Life In Three Acts, que contenia la transcripció d'algunes converses amb Bette Bourne, un actor i activista drag-queen, al Teatre Traverse a Edimburg.

## Obres
- Fist (1995)
- Shopping and Fucking (1996)
- Faust Is Dead (1997)
- Sleeping Around (1998)
- Handbag (1998)
- Some Explicit Polaroids (1999)
- Mother Clap's Molly House (2000)
- Feed Em (Radio Play) (2000)
- Totally Over You (2003)
- Education (2004)
- Citizenship (2005)
- Product (2005)
- The Cut (2006)
- Pool (No Water) (2006)[7]
- Ravenhill For Breakfast (2007)
- Scenes From Family Life (2007)
- Shoot/Get Treasure/Repeat (2008)
- Over There (2009)
- The Experiment (2009)
- Ten Plagues - A Song Cycle (2011)
- Candide (2013)